# Masakambing
Masakambing is een bestuurslaag in het regentschap Sumenep van de provincie Oost-Java, Indonesië. Masakambing telt 1095 inwoners (volkstelling 2010).